# Cornelis Pijnacker Hordijk

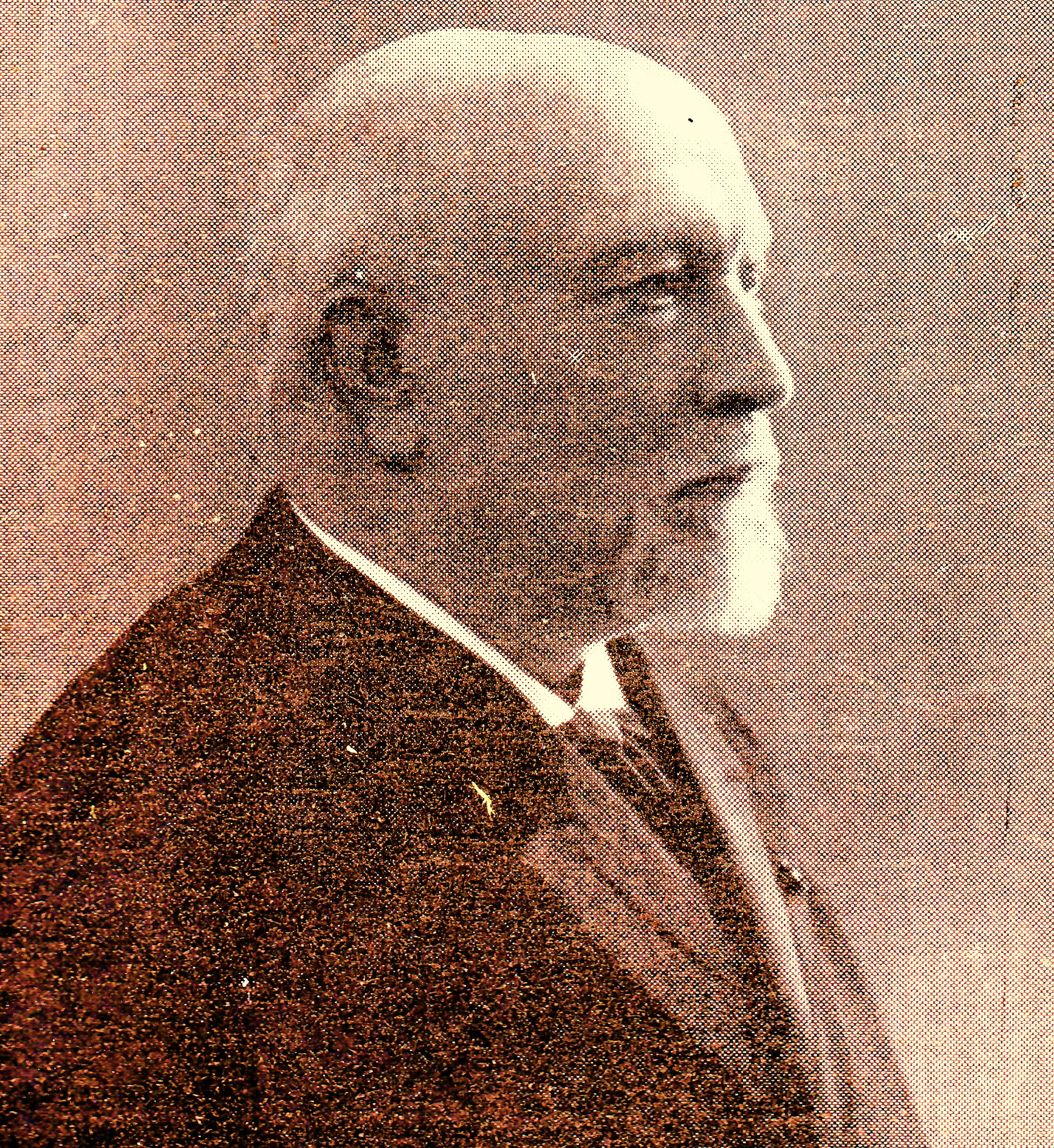
Cornelis Pijnacker Hordijk

Cornelis Pijnacker Hordijk (* 13. April 1847 in Drumpt; † 3. September 1908 in Haarlem) war ein niederländischer Jurist und Staatsmann.

## Leben
Pijnacker Hordijk studierte 1864 an der Universität Utrecht. Einige Jahre später stand er als Rektor des Senats Veteranorum, an der Spitze des Student Corps und promovierte 1873 zum Doktor der Rechte. Er wurde 1874 Professor der Rechtsgeschichte am Athenaeum Illustre Amsterdam und 1881 an der Universität Utrecht. Von 1882 bis 1883 war er Minister des Innern im liberalen Kabinett Van Lynden van Sandenburg. Von 1885 bis 1888 war er als Gouverneur von Drenthe und Kurator der Universität Groningen tätig. Von 1888 bis 1893 war er Generalgouverneur von Niederländisch-Indien, betätigte sich danach noch als Kurator in Delft und ab 1902 als Kurator der Universität Leiden.